# Adolf II van Waldeck
Adolf II van Waldeck (ca. 1250 - 13 december 1302) was een vooraanstaand edelman en geestelijke in de Nederlanden in de 13e eeuw. Hij was onder andere graaf van Waldeck en korte tijd bisschop van Luik.

## Biografische schets
Adolf was een zoon van graaf Hendrik III van Waldeck en Mechthild van Cuyk-Arnsberg. In 1270 volgde hij zijn grootvader Adolf I van Waldeck op als graaf van Waldeck. Hij sloot een verdrag met zijn broers Otto en Godfried dat de broer die Sophie van Hessen (dochter van graaf Hendrik I van Hessen) zou trouwen, de enige was die zou trouwen en opvolgen. Uiteindelijk trouwde Otto met Sophie van Hessen.
Adolf trad in 1276 af ten gunste van zijn broer Otto en werd geestelijke. Hij werd domproost in Luik, Trier en Utrecht. Zijn andere broer Godfried werd ook geestelijke, deze werd domheer in Keulen, Luik en Münster (thesaurus), en in 1304 bisschop van Minden.
Na de dood van bisschop Willem II van Utrecht was Adolf aanvankelijk beoogd opvolger, maar hij zag af van zijn aanspraken toen onder druk van graaf Jan II van Holland diens kandidaat Gwijde van Avesnes werd benoemd. Adolf kreeg toen door paus Bonifatius VIII de zetel te Luik toegewezen, maar hij stierf korte tijd later.
- Gemeinsame Normdatei: 136089100
- Virtual International Authority File: 80492762